# Nati nel 1313
| Questa pagina contiene informazioni ricavate automaticamente dalle voci biografiche con l'ausilio del template Bio e di un bot. L'aggiornamento è periodico e automatico e ricostruisce completamente la pagina. Se manca una persona in questa lista, sei pregato di non aggiungerla, ma accertati piuttosto che la sua voce biografica contenga il template Bio e che i dati anagrafici siano correttamente compilati. Se il template Bio manca, inseriscilo tu stesso o, in alternativa, metti l'avviso {{tmp\|Bio}} che ne segnala la mancanza. Se i dati riportati sono sbagliati, correggi direttamente la voce biografica; le modifiche saranno visibili in questa lista entro pochi giorni. Per chiarimenti vedi il progetto biografie. La lista contiene solo le 13 persone che sono citate nell'enciclopedia e per le quali è stato implementato correttamente il template Bio. Pagina aggiornata al 10 ago 2025. |

- 14 febbraio - Thomas de Beauchamp, XI conte di Warwick, conte († 1369)
- 17 aprile - Costantino V d'Armenia, sovrano († 1363)
- 6 luglio - Donato Velluti, politico italiano († 1370)
- 1º agosto - Kōgon, imperatore giapponese († 1364)
- 16 novembre - Ibn al-Khatib, politico arabo († 1375)
- Elizabeth de Badlesmere, nobile inglese († 1356)
- Giovanni Boccaccio, scrittore e poeta italiano († 1375)
- Guy de Boulogne, cardinale e arcivescovo cattolico francese († 1373)
- Isabella di Valois, nobile francese († 1383)
- Maria del Portogallo, regina († 1357)
- Matilde di Baviera, principessa tedesca († 1346)
- Buonaccorso da Montemagno il Vecchio, poeta italiano († 1390)
- Cola di Rienzo, politico e militare italiano († 1354)